# Bugae (métro de Séoul)
Bugae (hangeul : 부개 ; hanja : 富開) est une station de passage de la ligne 1 du métro de Séoul. Elle est située au 22 Subyeon-ro, dans le quartier Bugae-dong de l'arrondissement Bupyeong-gu, sur le territoire de la ville métropolitaine d'Incheon, à l'ouest de Séoul en Corée du Sud.
Ouverte en 1996, elle est desservie par les rames des services omnibus et express de la ligne 1.

## Situation sur le réseau

Plan du réseau (2023)

Établie en surface Bugae est une station de passage de la ligne 1 du métro de Séoul : elle est située entre la station Songnae, en direction du terminus nord-est Yeoncheon, et la station Bupyeong, en direction du terminus ouest Incheon,.

## Histoire
La station Bugae est mise en service le 25 mars 1996, sur la section dite ligne Gyeongin (ko) de la ligne 1 du métro de Séoul,.

## Services aux voyageurs

### Accès et accueil
La station est située au 22 Subyeon-ro, dans le quartier Bugae-dong. Elle dispose de deux bouches numérotées 1 et 2.

### Desserte
Bugae, est desservie par les rames de services omnibus et express de la ligne.

Installations
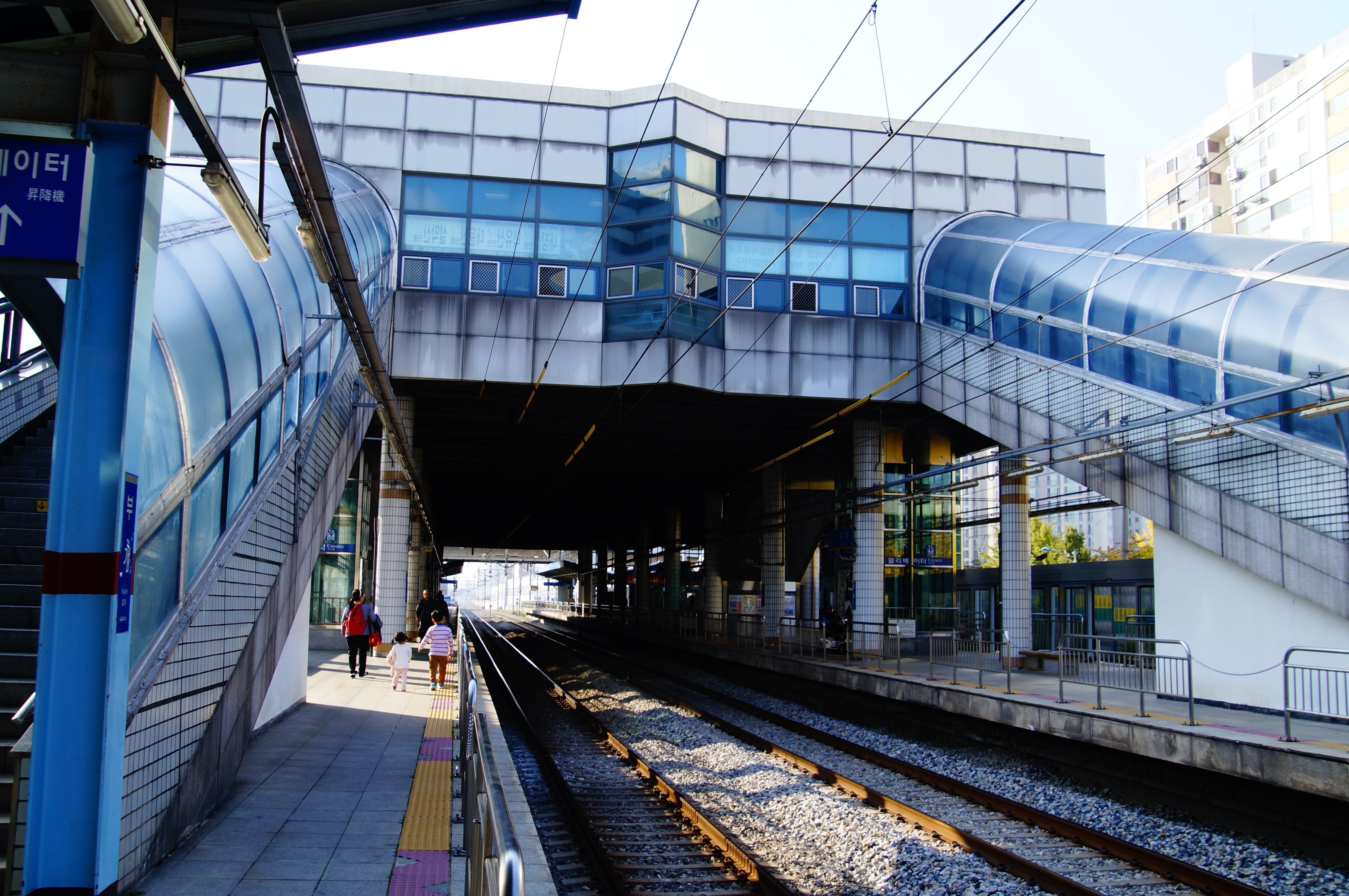
En 2014.
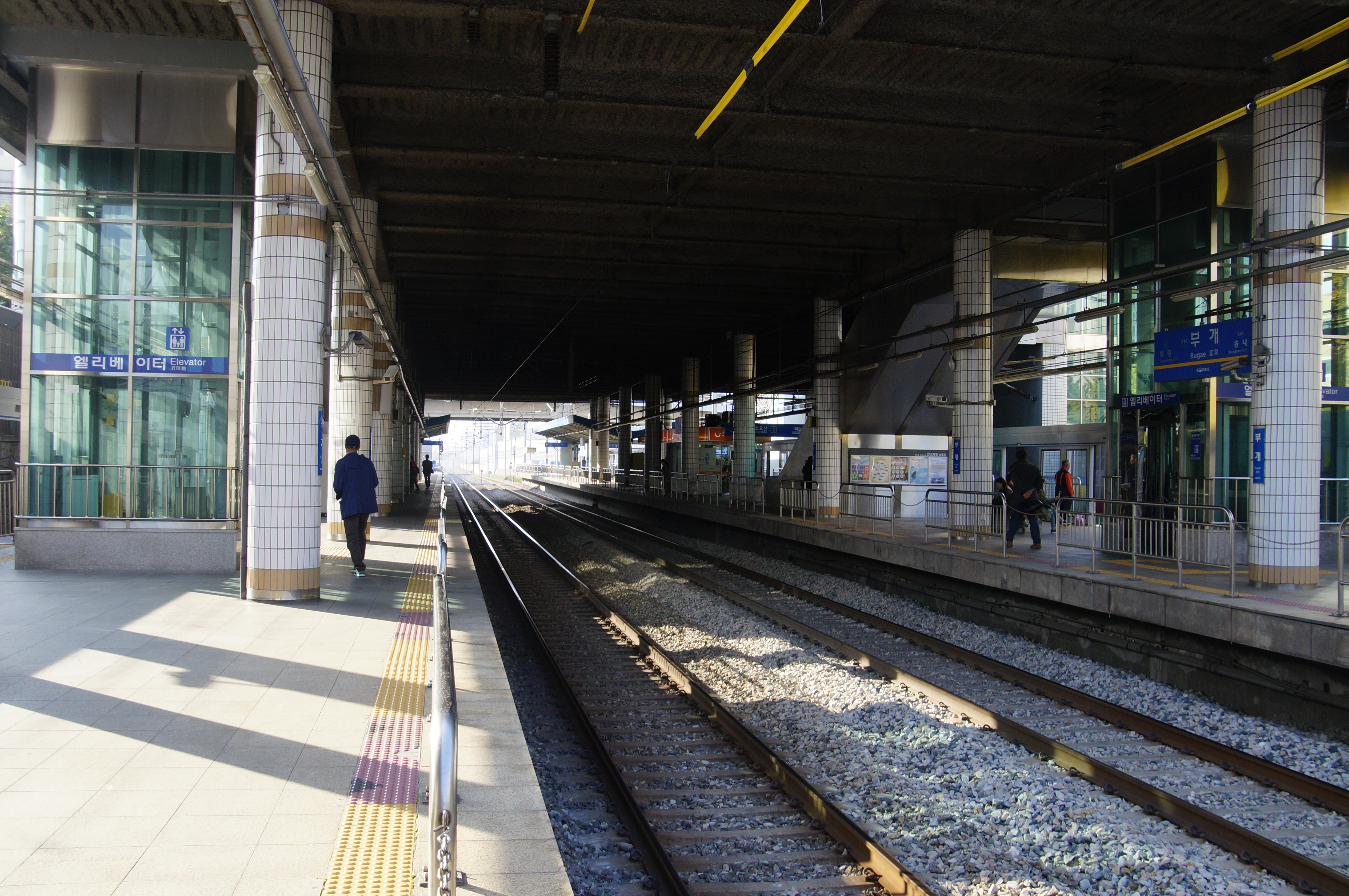
En 2014.

### Intermodalité
Des arrêts de bus sont situés à proximité.

## À proximité
Elle dessert notamment un complex touristique.